# Diário de uma Prostituta
Diário de uma Prostituta é um filme brasileiro de 1979, com direção de Edward Freund.

## Sinopse
O diário de uma prostituta é roubado e é usado em chantagens e extorsões envolvendo políticos e o crime organizado.

## Elenco
- João Ângelo
- Ivete Bonfá
- Edna Borges
- Laudi Camargo
- Eudes Carvalho
- Oswaldo Cirillo
- Rita Cléos
- Suleiman Daoud
- Maria Aparecida Fernandes
- Leda Figueiró
- Alan Fontaine
- Edward Freund
- Castor Guerra
- Wilson Garcia Hernandes
- Marcos Lander
- Jorge Lopes
- José Lopes
- José Lucas
- Reinaldo Luiz
- Cavagnole Neto
- Marly Palauro
- Helena Ramos… Bia
- Elden Ribeiro
- Roque Rodrigues
- Mauro Russo
- Wilson Sampson
- Norma Severo
- José Júlio Spiewak
- Américo Taricano